# Ergänzungspflegschaft
Unter einer Ergänzungspflegschaft versteht man die gerichtliche Übertragung eines Teilbereiches der elterlichen Sorge für einen Minderjährigen auf eine andere Person nach deutschem Familienrecht (§ 1809 BGB). Wegen der hohen Voraussetzungen, die bei einem Entzug der gesamten elterlichen Sorge (§ 1666 BGB) vorliegen müssen, erfolgt oft nur ein Teilentzug der elterlichen Sorge und die Bestellung eines Ergänzungspflegers. Als Vormundschaft bezeichnet man einen vollständigen juristischen Ersatz für die elterliche Sorge, etwa beim Tod der Eltern.
Die Finanzierung erfolgt gemäß Vormünder- und Betreuervergütungsgesetz.

## Bestellungsmöglichkeiten
Bei einer Kindeswohlgefährdung kommt in Betracht:
- Ergänzungspflegschaft bzgl. der Ausübung des Zeugnisverweigerungsrechts im Strafverfahren,
- Ergänzungspflegschaft bzgl. der Entscheidung über die Einwilligung in die körperliche Untersuchung im Strafverfahren,
- Ergänzungspflegschaft aufgrund eines familiengerichtlichen Eingriffs in das Sorgerecht

Gemeinsam ist diesen Konstellationen, dass das Sorgerecht weiterhin beim Sorgerechtsinhaber – Eltern oder Elternteil – verbleibt, jedoch eine bestimmte Aufgabe bzw. ein Wirkungskreis dem Pfleger per Gerichtsbeschluss übertragen wird.
Sind die Eltern jedoch kraft Gesetzes, also z. B. aufgrund von § 52 Abs. 2 Satz 2 bzw. § 81 c Abs. 3 Satz 2 Strafprozessordnung von der Vertretung ihres Kindes ausgeschlossen, bestellt der Rechtspfleger des Familiengerichts (§ 151 Nr. 5 FamFG) nach Anhörung der Beteiligten einen Ergänzungspfleger. Da die Befugnis allein zur Ausübung des Zeugnisverweigerungsrechts oder der Entscheidung über die Einwilligung in die körperliche Untersuchung den Anforderungen einer ausreichenden rechtlichen Vertretung des Kindes in Fällen der familiären Gewalt kaum gerecht wird, hat die Ergänzungspflegschaft eine marginale Bedeutung. In aller Regel wird ein weiter gehender Eingriff in das Sorgerecht erforderlich.

## Ergänzungspflegschaft
Abgesehen von dem bereits genannten Fall, bei dem ein Elternteil bzw. beide Eltern von der Vertretung des Kindes ausgeschlossen sind, beruht die Einrichtung der Ergänzungspflegschaft stets auf einer das Sorgerecht beschränkenden Entscheidung des Familiengerichts, z. B. unter Bezug auf § 1666 BGB (Maßnahmen des Familiengerichts bei Kindeswohlgefährdung), §§ 1629 Abs. 2 i. V. m. §§ 1795, 1796 BGB (gesetzlicher Vertretungsausschluss bei manchen Rechtsgeschäften und Abstammungsverfahren) oder § 1629 Abs. 2a i. V. m. § 1598a Abs. 2 BGB (Ersetzung der Einwilligung in eine genetische Untersuchung zur Klärung der leiblichen Abstammung).
Die Ergänzungspflegschaft kann auch für die elterliche Sorge oder Teile der elterlichen Sorge wie z. B. das Aufenthaltsbestimmungsrecht, angeordnet werden (Sorgerechtspflegschaft). Dies kann dann sinnvoll sein, wenn die gemeinsame elterliche Sorge nicht mehr funktioniert, beide Eltern Anträge auf alleiniges Sorgerecht gestellt haben, aber zu befürchten ist, dass die Alleinsorge eines Elternteils zu einer Konflikteskalation, Ausgrenzung des anderen Elternteils oder zu schädlichen Auswirkungen auf das Kind führen. In diesem Fall kann das Gericht Teile des Sorgerechtes, an deren Besorgung die Eltern verhindert sind, auf einen Sorgerechtspfleger übertragen, der dann gegenüber dem Kind das Bestimmungsrecht bezüglich des vom Gericht benannten Aufgabenkreises innehat.
Die elterliche Sorge bei einer Pflegerbestellung regelt § 1630 BGB. Sie erstreckt sich nicht auf diejenigen Angelegenheiten des Kindes, für die ein Pfleger bestellt ist. Nur wenn ein ehrenamtlicher Einzelpfleger nicht vorhanden ist, kann das Jugendamt, ein Verein oder ein Berufspfleger bestellt werden (§ 1915 Abs. 1 in Verbindung § 1791b Abs. 1 Satz 1 BGB). Eine Rangfolge existiert hierbei (noch) nicht.

## Natürliche und juristische Personen als Pfleger
Eine Einzelperson kann als ehrenamtlicher Ergänzungspfleger bestellt werden. Der ehrenamtliche Pfleger kann entstehende Kosten in Form einer Pauschale gegen die Justizkasse geltend machen (§ 1835a BGB). Für die Arbeit als ehrenamtlicher Ergänzungspfleger bieten manche Jugendämter Schulungen an.
Personen, die Vormundschaften und Pflegschaften beruflich führen, haben Anspruch auf Vergütung für ihren Zeitaufwand nach dem Vormünder- und Betreuervergütungsgesetz (VBVG), nicht nur wie ehrenamtlich tätige Personen auf Aufwendungsersatz.
Die Vergütung beträgt, abhängig von der Qualifikation, stündlich 23,00, 29,50 oder 39,00 Euro (§ 3 VBVG) zzgl. Auslagen. Nach § 1915 Abs. 1 BGB kann der Vergütungsstundensatz auch abweichend festgelegt werden. Der beruflich tätige Ergänzungspfleger (§ 1 VBVG) ist (wie der Vormund oder rechtliche Betreuer) seit 1. Juli 2013 ausdrücklich von der Umsatzsteuer befreit (§ 4 Nr. 25c Umsatzsteuergesetz).
Ein Verein darf nur zum Vormund bestellt werden, wenn eine als ehrenamtlicher Einzelvormund geeignete Person nicht vorhanden ist (§ 1791a).
Die Übertragung der Pflegschaft auf das Jugendamt war früher häufiger. Nach dem Fall Kevin wurde eine Fallgrenze pro Jugendamtsmitarbeiter eingeführt. Die Pflegschaft beim Jugendamt wird kostenlos geführt (§ 1836 Abs. 3 BGB,  § 1835a BGB), dieses wiederum kann die Eltern mit den entstandenen Kosten belasten. Der Nachteil der Bestellung des Jugendamtes als Ergänzungspfleger ist darin zu sehen, dass das Jugendamt gegenüber den Eltern gleichzeitig in einer beratenden und unterstützenden Rolle auftreten muss (§ 16 bis § 18 Achtes Buch Sozialgesetzbuch (SGB VIII)), dies kann im Einzelfall zu unzulässigen Vermischungen von Bestimmungs-, Kontroll- und Helferrolle führen. Mit der Bestellung einer geeigneten Einzelperson wäre dies ausgeschlossen.

## Rechtsprechung
- Der als Ergänzungspfleger bestellte Rechtsanwalt kann gemäß § 1835 Abs. 3 BGB eine Pflegschaftstätigkeit nach anwaltlichem Gebührenrecht abrechnen, wenn und soweit sich die zu bewältigende Aufgabe als eine für den Beruf des Rechtsanwalts spezifische Tätigkeit darstellt (Bundesgerichtshof, Beschluss vom 4. Dezember 2013 – XII ZB 57/13).
- Ein zum Ergänzungspfleger bestellter Rechtsanwalt kann eine Vergütung nach dem RVG dann beanspruchen, wenn er im Rahmen seiner Tätigkeit einen Vertrag zu überprüfen hat, durch den Gesellschaftsanteile an einer KG von den Kindeseltern auf die von ihm betreuten Kinder übertragen werden (OLG Hamm, Beschluss vom 22. April 2014, Az. 6 WF 190/13).[1]
- Hat ein Beteiligter eines notariellen Grundstücksübertragungsvertrages die durch die Urkunde ausgelösten Kosten übernommen, so können die Aufwendungen des zur Vertretung der beteiligten Kinder bestellten Ergänzungspflegers gegen ihn als Übernahmeschuldner festgesetzt werden (OLG Braunschweig, Beschluss vom 11. August 2016, 1 WF 139/16).[2]